# Stanislas Russel
Pour les articles homonymes, voir Russel.
Stanislas Jules Marie Russel, comte de Bedford (Concarneau, 26 octobre 1811 - Veracruz, 15 décembre 1862) est un explorateur français.

## Biographie
Originaire d'une famille de la noblesse britannique émigrée en France au XVIIe siècle, il s'engage dans la Marine en 1831. Aspirant (16 avril 1832), enseigne de vaisseau (10 avril 1837) puis lieutenant de vaisseau (1er novembre 1843), il participe à la Guerre de Crimée comme capitaine de frégate.
À la suite du passage à Paris en 1858 d'une mission envoyée par Negusse, le ras du Tigré, alors en conflit avec Téwodros, Russel est envoyé visiter les côtes de la mer Rouge pour y créer un comptoir français qui prendrait la suite de la mission d'Henri Lambert de recrutement de main d’œuvre pour les plantations de La Réunion. Il reconnaît la baie d'Adulis et l'île Dessié, et signe  avec Negusse, qu'il ne rencontre cependant pas, un traité d'occupation de la baie d'Adulis autour de Zula le 29 décembre 1859, qui n'est jamais ratifié. La défaite de Negusse, l'amène à quitter le pays et il n'y a aucune prise de possession des territoires. Russel visite encore Edd et enquête à Aden et Tadjourah sur la mort de Lambert. Guillaume Lejean sera ensuite envoyé auprès de Téwodros.
Capitaine de vaisseau, il meurt de la fièvre jaune en décembre 1862 après deux campagnes au Mexique.
Chevalier (9 février 1846), il est fait officier de la Légion d'honneur le 30 août 1854.

## Publication
- Une mission en Abyssinie et dans la mer Rouge, 23 octobre 1859 -  mai 1860, Paris, Plon, 1884, 306 p.